# Britt Lundberg
Pour les articles homonymes, voir Lundberg.
Britt Lundberg (née le 19 avril 1963) est une femme politique ålandaise.
Membre du parti Åländsk Center, elle est élue au Lagting, le parlement régional d'Åland, en 1999, puis réélue en 2003 et en 2011. Elle en est élue présidente le 29 novembre 2011. Elle a également été candidate aux élections européennes de 2009 sous la bannière du Parti du peuple - Les Libéraux. Au sein du gouvernement d'Åland, elle est ministre de l'Égalité et des Affaires européennes de 2005 à 2007, puis vice-landtråd et ministre de l'Éducation et de la Culture de 2007 à 2011.